# Halle (Vlaams-Brabant)

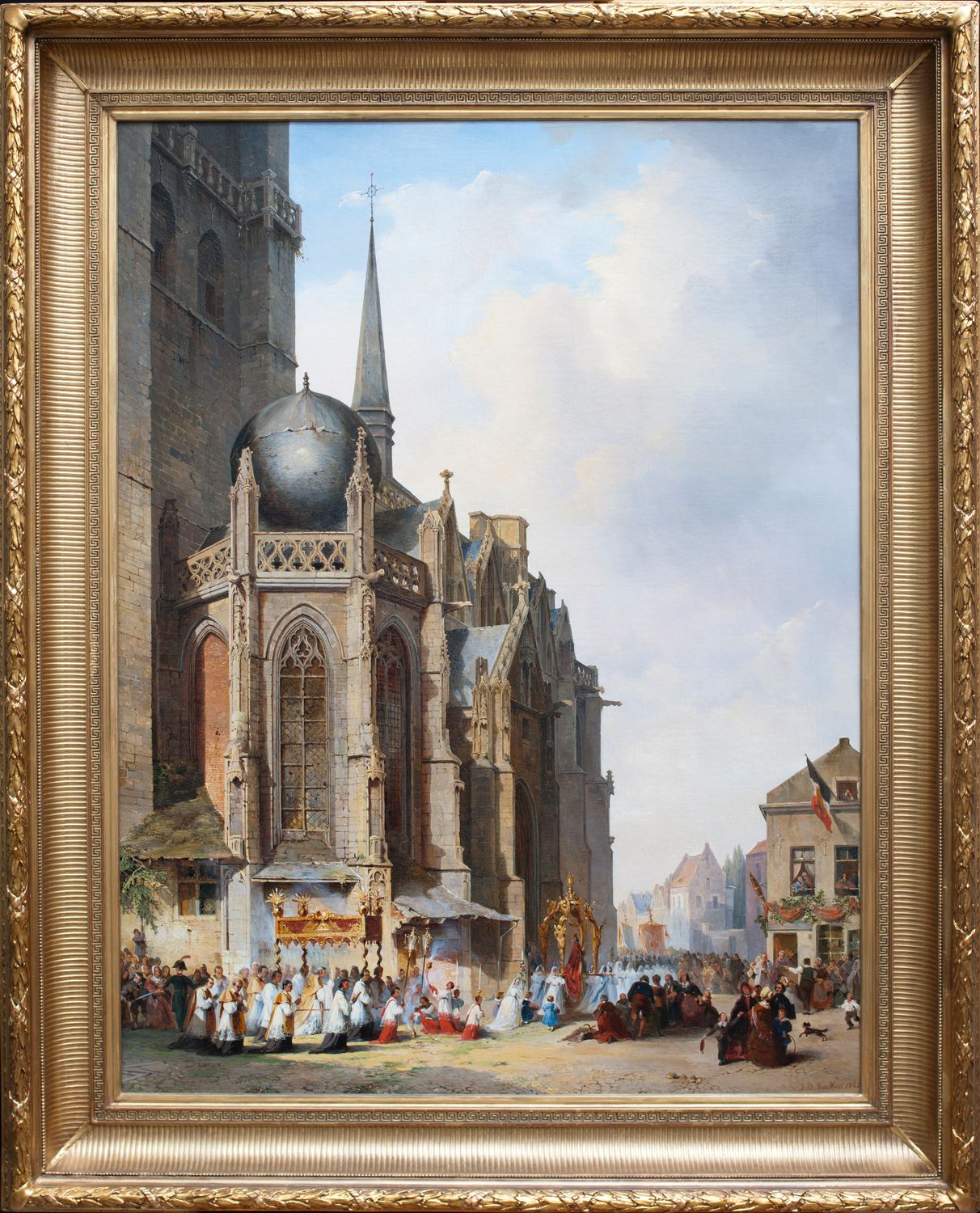
Jean-Baptiste Van Moer, Uitzicht op de basiliek van Halle (1845) (collectie Koning Boudewijnstichting) - een van de oudst bewaarde beelden van Halle

Halle (Frans: Hal) is een plaats en stad in de Belgische provincie Vlaams-Brabant. Zij is de hoofdplaats van zowel het gerechtelijke als het administratieve kanton Halle, alsook zetel van een politierechtbank. De stad telt ruim 42.000 inwoners. De Zenne stroomt door Halle waardoor de stad ook deel uitmaakt van de regio Zennevallei, aan de rand van het Pajottenland.

## Toponymie
Het toponiem Halle is afkomstig van het Germaanse woord halha met de betekenis bocht in het hoogland. De oudst geschreven bron over het dorp dateert uit 1152 en vermeldt de naam Hallensis.
In het Frans heet het stadje Hal, in vroegere tijden waren de toponiemen Halen, Hau en Hault (op het retabel van Jehan Mone in de Sint-Martinusbasiliek) in gebruik. In het boek van de Spaanse schrijver Alonso Vásquez Los sucesos de Flandes y Francia, del tiempo de Alejandro Farnese uit 1614 werd de stad Halla en Hao genoemd. In het Italiaans ten slotte heette Halle Hala.

## Geschiedenis
Grenzen speelden in de geschiedenis van Halle een bepalende rol. Tot aan de Franse Revolutie hing dit gebied in mindere of meerdere mate van het graafschap Henegouwen af.

### IJzertijd
Dat er in Halle reeds in de IJzertijd een nederzetting was, is verre van denkbeeldig. Op de plaats van de post, waar vroeger het middeleeuwse Sint-Elooishospitaal stond, werden potscherven uit de Prehistorie (de late La Tène-periode of 5e tot 4e eeuw voor onze tijdrekening) gevonden.

### Gallo-Romeinse tijd
Toen de Romeinen deze gewesten veroverden, leefde er de stam van de Nerviërs. Tot op heden weet men niet met zekerheid of de Nerviërs gegermaniseerde Kelten of "gekeltiseerde" Germanen waren.

### Middeleeuwen
De heilige Waltrudis (ook Waldetrudis, Duits Waltraud, Frans Waudru), een belangrijk lid van de Frankische dynastie der Merovingers, bezat een eigengoed in Halle. Zij schonk dit landgoed in 686 aan het kapittel van de abdij van Bergen dat zij in 661 had gesticht. Waltrudis werd na haar dood (688?) heilig verklaard en begraven in de abdij van Bergen. Door erfenissen kregen later achtereenvolgens de graven van Henegouwen, de hertogen van Bourgondië en de Habsburgse vorsten voogdijschap over Halle en omgeving.
Tot het landgoed van Halle behoorde ook een uitgestrekt bos op de heuvels ten oosten van de stad, het Hallerbos. Omdat het zo afgelegen was, lieten de Henegouwse landheren het beheer over aan het kapittel van Brussel dat daarvoor een derde van de opbrengst kreeg. Samen met het Zoniënwoud, het Meerdaalwoud en Buggenhoutbos vormt het Hallerbos de laatste resten van het oorspronkelijke Kolenwoud, een oerbos dat zich vóór de komst van de Romeinen uitstrekte van de Zenne tot de Maas-vallei.
Een andere bron vermeldt dat de heilige Hubertus (bisschop van Tongeren en Luik, de patroonheilige van de jagers), die omstreeks 705 zijn bekeringswerk in Brabant begonnen was, in 727 een eerste bescheiden kerkje te Halle heeft ingewijd, enkele weken vóór hij in Tervuren zou overlijden. Mogelijk was dit kerkje reeds een cultusplaats voor Onze-Lieve-Vrouw. Dat zou kunnen blijken uit het feit dat de bouwmeesters van de crypte in de 14e eeuw een eeuwenoude boomstronk met respect behandelden, misschien omdat op deze boom ooit het allereerste Mariabeeld prijkte? Of is deze boom een getuigenis van een vóórchristelijke, Keltische vruchtbaarheidscultus?
Geleidelijk moet uit het oorspronkelijke landgoed een belangrijke leefgemeenschap zijn gegroeid, want in een keure uit 1225 verleent Johanna van Constantinopel, gravin van Vlaanderen én Henegouwen, stedelijke vrijheden aan Halle.

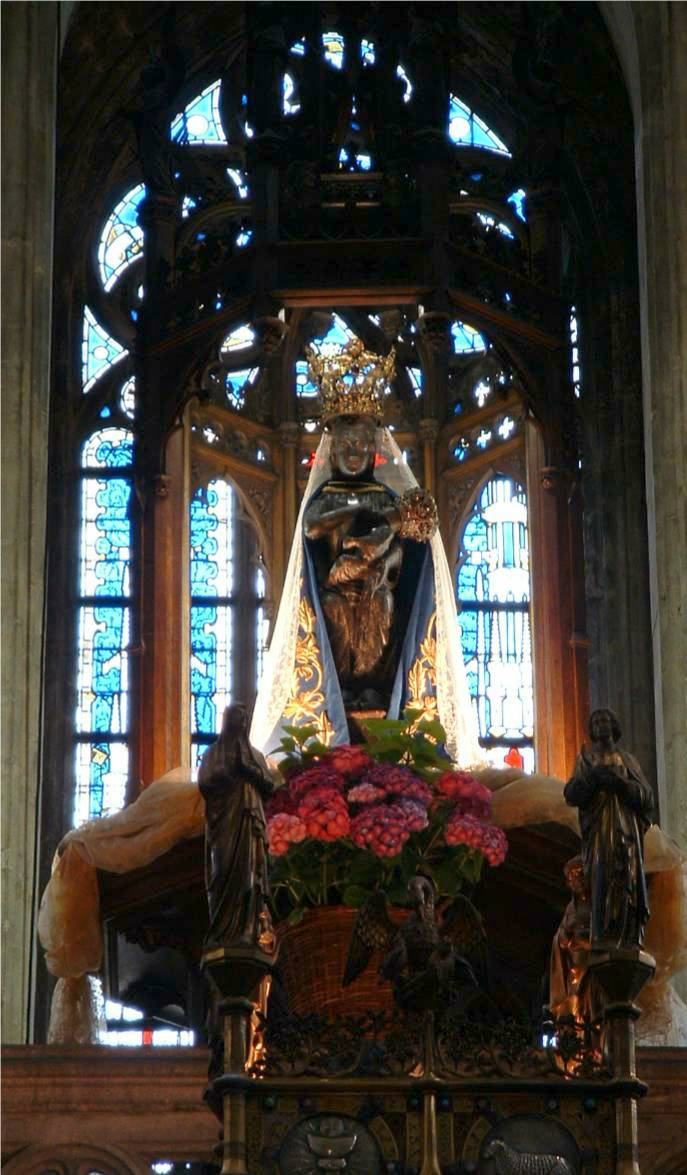
Het "wonderbeeld" van Onze-Lieve-Vrouw, waaraan Halle zijn faam als bedevaartsoord dankt

Het "wonderbeeld" van Onze-Lieve-Vrouw werd in 1267 aan de stad geschonken door Aleidis, weduwe van Jan van Avesnes van Henegouwen. In hun machtsstrijd tegen de hertogen van Brabant kwam het voor de graven van Henegouwen goed uit dat het grensstadje Halle aan belang won. Reeds in 1286 bestond er een rijkelijk begiftigde Mariakapel te Halle. Pausen en bisschoppen verleenden aflaten aan ieder die de bedevaartplaats bezocht. Vorsten als Eduard I van Engeland en keizer Lodewijk de Beier vereerden Halle met een bezoek (beiden waren zwagers van graaf Willem II van Henegouwen).

### Ancien régime
Reeds in de eerste helft van de 14e eeuw waren de oude parochiekerk en de Mariakapel te klein geworden om de stroom bezoekers te verwerken en besloot men om een nieuwe, grote kerk te bouwen. In 1341 begonnen de werkzaamheden. In 1410 was de nieuwe kerk nagenoeg voltooid; op 25 februari werd ze ingewijd door Peter van Ailly, bisschop van Kamerijk, waaronder Henegouwen toen ressorteerde. Toch zouden de bouwwerkzaamheden aanhouden tot 1470.
Dat Filips de Stoute, hertog van Bourgondië, in 1404 te Halle overleed, was in feite een meevaller voor de reeds bloeiende bedevaartplaats. Sindsdien bezochten alle Bourgondische hertogen, hun familieleden, raadsheren, opvolgers en andere regerende vorsten Halle en lieten er rijkelijk giften achter. De latere koning Lodewijk XI van Frankrijk liet in 1460 zijn vroeg gestorven zoontje Joachim begraven in de Onze-Lieve-Vrouwkapel.
De strategische ligging van Halle in het grensgebied tussen Henegouwen, Brabant en Vlaanderen zou echter ook geregeld voor problemen zorgen. Toen Maria van Bourgondië in 1482 overleed, keerden de grote Vlaamse en Brabantse steden zich tegen haar autoritaire echtgenoot Maximiliaan van Habsburg, die het moeilijk had met de stedelijke privileges. Zo ook het nabije Brussel. Als Henegouwse stad behoorde Halle echter tot het kamp van Maximiliaan. In 1489 belegerde een Brussels leger onder de leiding van Filips van Kleef tweemaal Halle, maar slaagde er niet in om de stad te veroveren.
Toen Karel V op weg was van het Iberische schiereiland naar het Heilig Roomse Rijk om zich tot keizer te laten kronen, heeft hij een omweg over Halle gemaakt om de zwarte madonna te danken voor zijn verkiezing.
In de 16e eeuw bleef Halle relatief gespaard van de ergste godsdienstige troebelen en van de Beeldenstorm, maar in 1580 werd het nogmaals bedreigd door het nabije Brussel, waar Olivier van den Tympel door Willem de Zwijger aangesteld was tot militair gouverneur, met de bedoeling om de Spanjaarden te bestrijden in het Brabantse. In 1579, bij de ondertekening van de Unie van Atrecht, verkoos Henegouwen echter in het katholieke kamp te blijven, tot ergernis van het calvinistische Brussel. In 1580 probeerde van den Tympel Halle tevergeefs met verrassingsaanvallen in te nemen, verzekerd van de rijke buit die daar in het bedevaartsoord op hem te wachten lag. Mislukte belegeringen en aanvallen in minder dan een eeuw tijd deden de legende ontstaan dat het miraculeuze Mariabeeld persoonlijk haar stad had beschermd. Ondanks de onrust in het land bleven de bedevaarders in Halle toestromen.

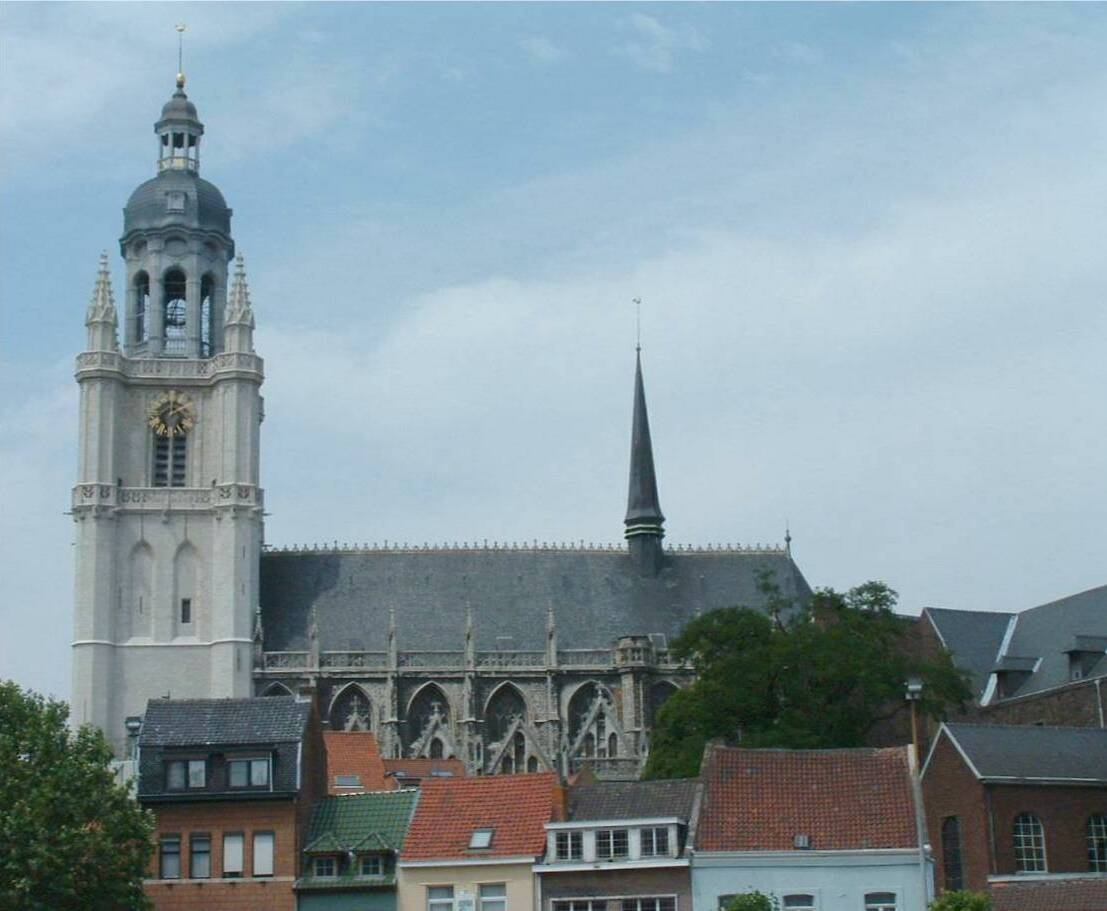
De gotische Sint-Martinuskerk, basiliek sinds 1947, domineert nog steeds het stadsbeeld

Vóór zijn huwelijk met zijn achternicht Isabella van Spanje kwam aartshertog Albrecht van Oostenrijk op 13 juli 1598 eerst naar Halle, waar hij zijn kardinaalspurper aflegde op het hoofdaltaar van de kerk. Na hun machtsovername verbleven Albrecht en Isabella nog vaak in de stad. Met de steun van de aartshertogen kwamen ook de jezuïeten in 1621 naar Halle; zij startten er met hun onderwijssysteem en hadden grote invloed op het religieuze leven.
In 1648 verpandde koning Filips IV van Spanje Halle en het Hallerbos aan de hertog van Arenberg, als onderpand voor een lening. Toen de koning zijn schuld niet kon aflossen werd de hertog in 1655 heer van Halle en eigenaar van twee derde van het bos. Het kapittel van Sint-Waltrudis bleef eigenaar van een derde. Om een einde te maken aan eindeloze burenruzies lieten de eigenaars het bos in 1779 opmeten. Ze plaatsten 24 piramidevormige grenspalen met aan de ene kant het opschrift SW ("van Sint Waltrudis") en aan de andere kant AR (voor "Arenberg"). Daarvan staan er nog altijd negentien in het bos.

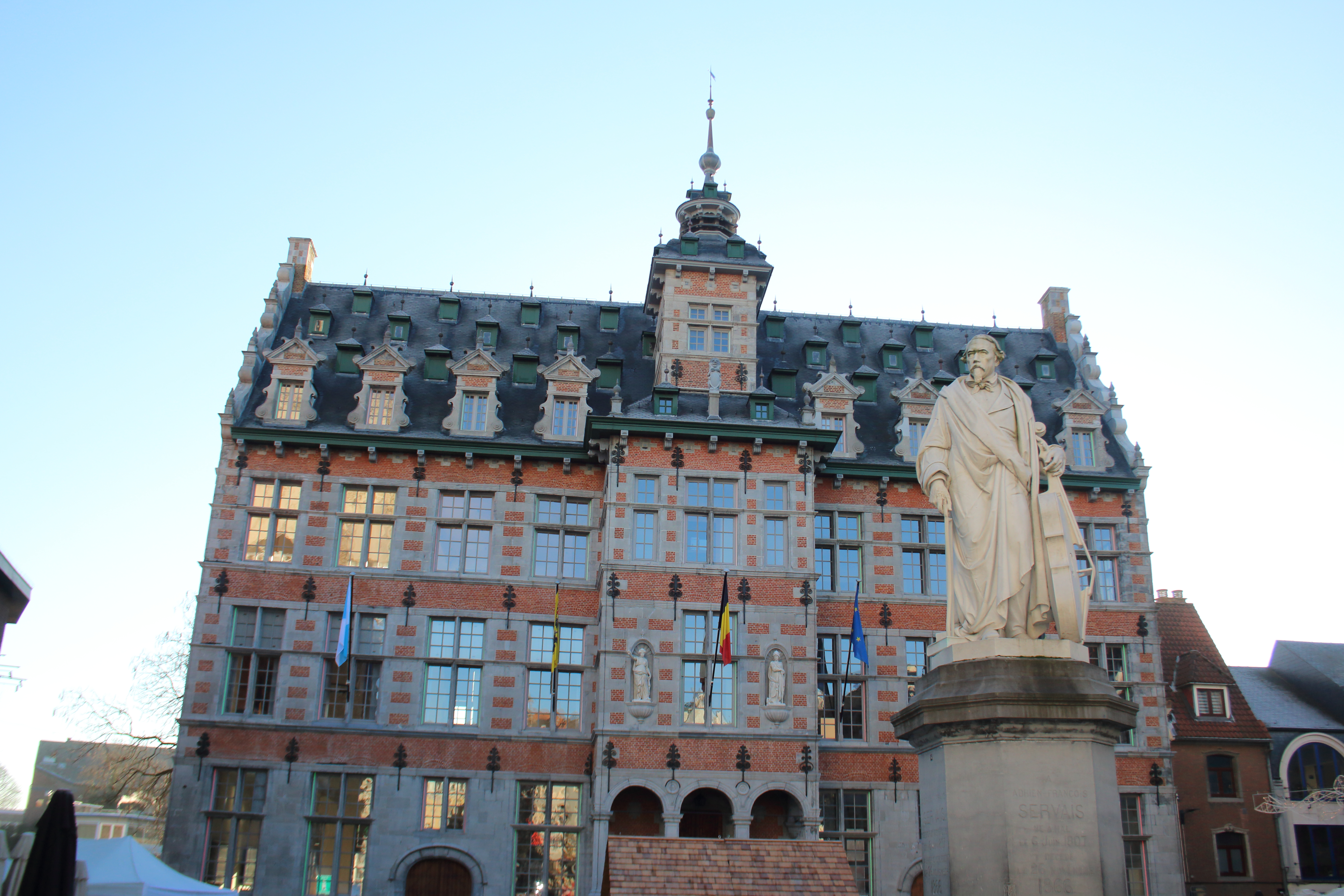
Het stadhuis in Vlaamse renaissance (1616) op de Grote Markt te Halle

De oorlogen van Lodewijk XIV van Frankrijk brachten de stad zware schade toe; de wallen werden gesloopt. Het economische leven kwijnde weg terwijl tijdens het Oostenrijkse bewind in de 18e eeuw de bedevaart levendig als voordien bleef.
De Franse overheersing was een moeilijke periode; het gedachtegoed van de Franse Revolutie was niet bepaald heilzaam voor het religieuze leven in het algemeen en werd door de Hallenaren niet geapprecieerd. Het wonderbeeld en de kerkschatten ontsnapten ternauwernood aan de confiscatie, dankzij het initiatief en de inzet van enkele burgers. De Franse overheid ontbond het kapittel van Bergen; zo werden de hertogen van Arenberg de enige eigenaar van het Hallerbos. Het was toen nog maar 644 ha groot, de rest was gerooid om er landbouwgrond van te maken.
Toen de eredienst onder Napoleon Bonaparte weer werd hersteld (zie: Concordaat van 15 juli 1801), kon het beeld zijn vroegere plaats innemen. De bedevaarders vonden de weg naar Halle terug. Bij de pinksterfeesten van 1805 zouden er 150.000 geteld zijn.
Tijdens de Franse overheersing maakte het deel uit van het Dijledepartement.

### Moderne Tijd
De traditie van vorstelijke bezoeken werd ook door het Belgisch koningshuis in ere gehouden; de koningsparen Boudewijn I en Fabiola en Albert II en Paola bezochten de stad. Na het huwelijk van kroonprins Filip en prinses Mathilde schonk het prinsenpaar het bruidsboeket van de prinses aan de kerk van Halle.
Als laatste blijk van hoge waardering van de Mariaverering in Halle verleende paus Pius XII in 1946 de Martinuskerk de eretitel "Onze-Lieve-Vrouwebasiliek".
Het huidige Halle ontstond bij de bestuurlijke hervorming van 1977 door samenvoeging van de opgeheven gelijknamige gemeente met Buizingen en Lembeek.
Op maandag 15 februari 2010 vond het treinongeval bij Buizingen, een deelgemeente van Halle, plaats. Tijdens deze dramatische gebeurtenis kwamen 18 mensen om het leven nadat 's ochtends twee passagierstreinen frontaal op elkaar botsten.

### Koloniale sporen in Halle

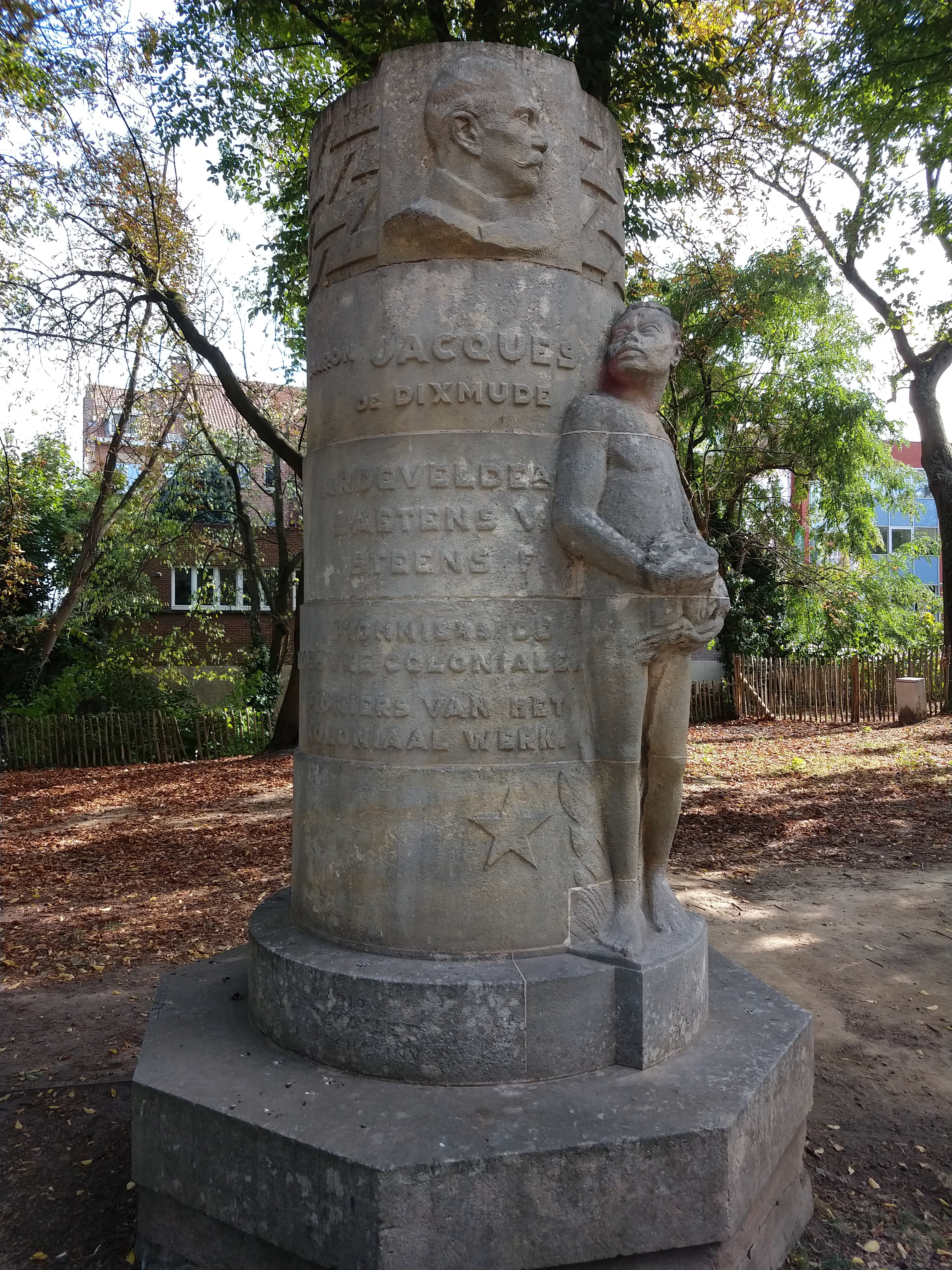
Gedenkzuil ter nagedachtenis van in Congo-Vrijstaat (1885-1908) gestorven Hallenaars. Een initiatief van de Koloniale Kring van Halle (1920-1966) en gemaakt door Dolf Ledel (1893-1976) en ingehuldigd in 1932.

Ook in Halle zijn er naast monumenten en straatnamen, gebouwen, plekken, gedenktekens, voorwerpen en figuren terug te vinden met een link naar het koloniale verleden van België. Meest in het oog springend zijn de twee koloniale monumenten in het Albertpark. Er zijn daarbij wel geen koloniale verwijzingen die herinneren aan de slachtoffers van het Belgisch kolonialisme.

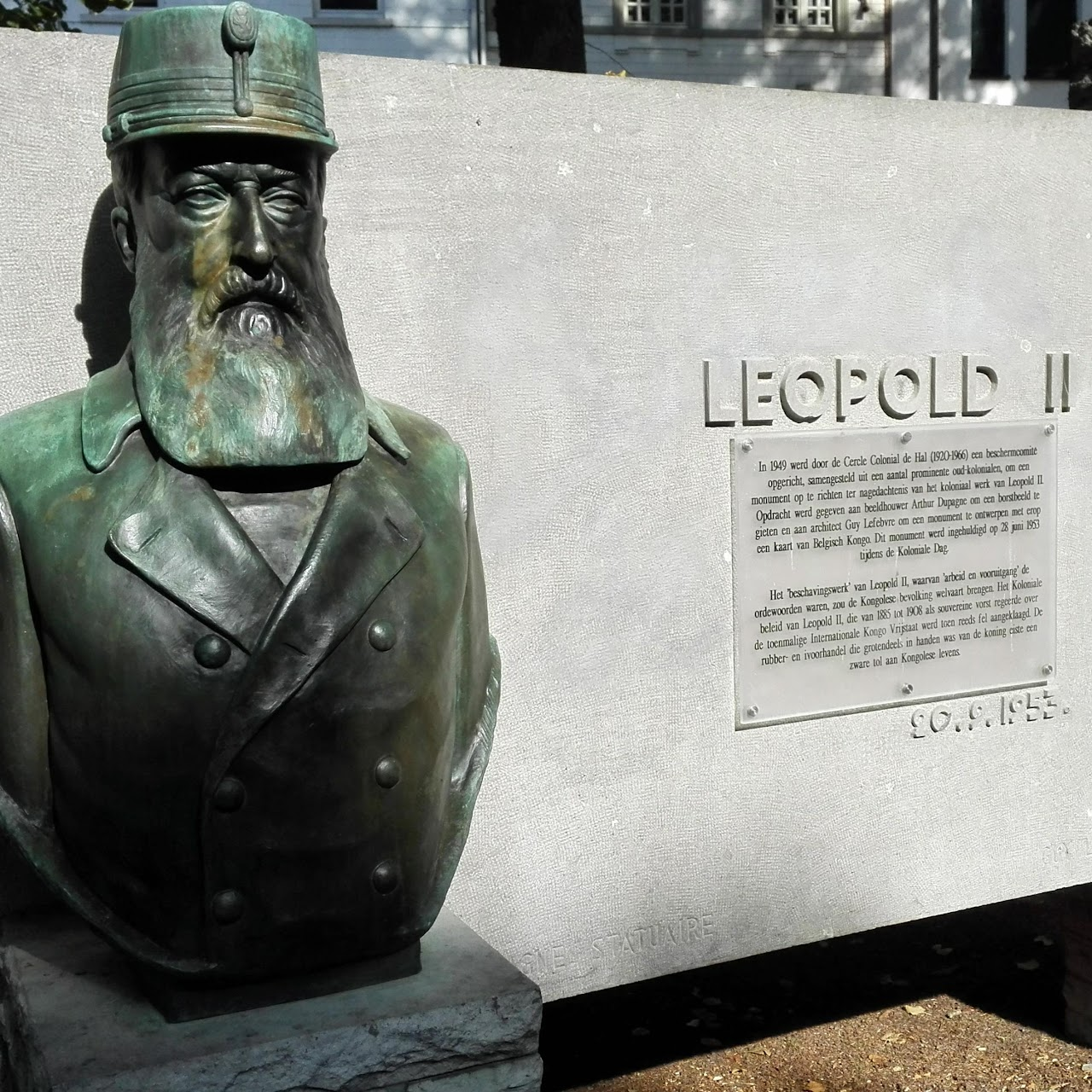
Dit beeld van Leopold II (1835-1908) in Albertpark te Halle is een initiatief van de Koloniale Kring van Halle (1920-1966). Het werd ingehuldigd in 1953 en is gemaakt door Arthur Dupagne (1895-1961).

In Halle ontstond er in 2022 een stadswandeling 'Langs koloniale sporen in Halle' en een fietstocht 'Fietsen naar Congo' die het publiek laten kennismaken met zichtbare en minder zichtbare lokale sporen van de koloniale geschiedenis. Deze routes nodigen uit diverse lokale materiële sporen van nabij te bekijken en stil te staan bij de historische achtergronden. De verschillende stops werpen een blik op het koloniale verleden en vormen een aanzet tot een systematisch onderzoek van lokale koloniale sporen. Meest in het oog springend zijn de twee koloniale monumenten in het stadspark.

#### Dekoloniseren in Halle
In 2020 begon Stad Halle met de opstart van een dekoloniseringstraject. In een eerste fase werden verschillende betrokkenen bevraagd om hun input te geven rond de toekomst van de koloniale standbeelden in het Albertpark. Vervolgens werd een webinar georganiseerd met informatie over het koloniale verleden van België en Congo, en de koloniale sporen in Halle. Ten slotte organiseerde de stad een bevraging bij de inwoners van de stad. Aan de hand van de resultaten van de interviews en de bevraging, werd in 2021 beslist om het standbeeld van Leopold II naast zijn sokkel te plaatsen en het standbeeld van de koloniale pioniers in te groenen. Naast deze standbeelden zullen infoborden worden geplaatst, alsook een digitale zuil met informatie over het koloniale verleden van België en Congo, de koloniale sporen in Halle, en de acties die Halle onderneemt rond racisme en discriminatie.

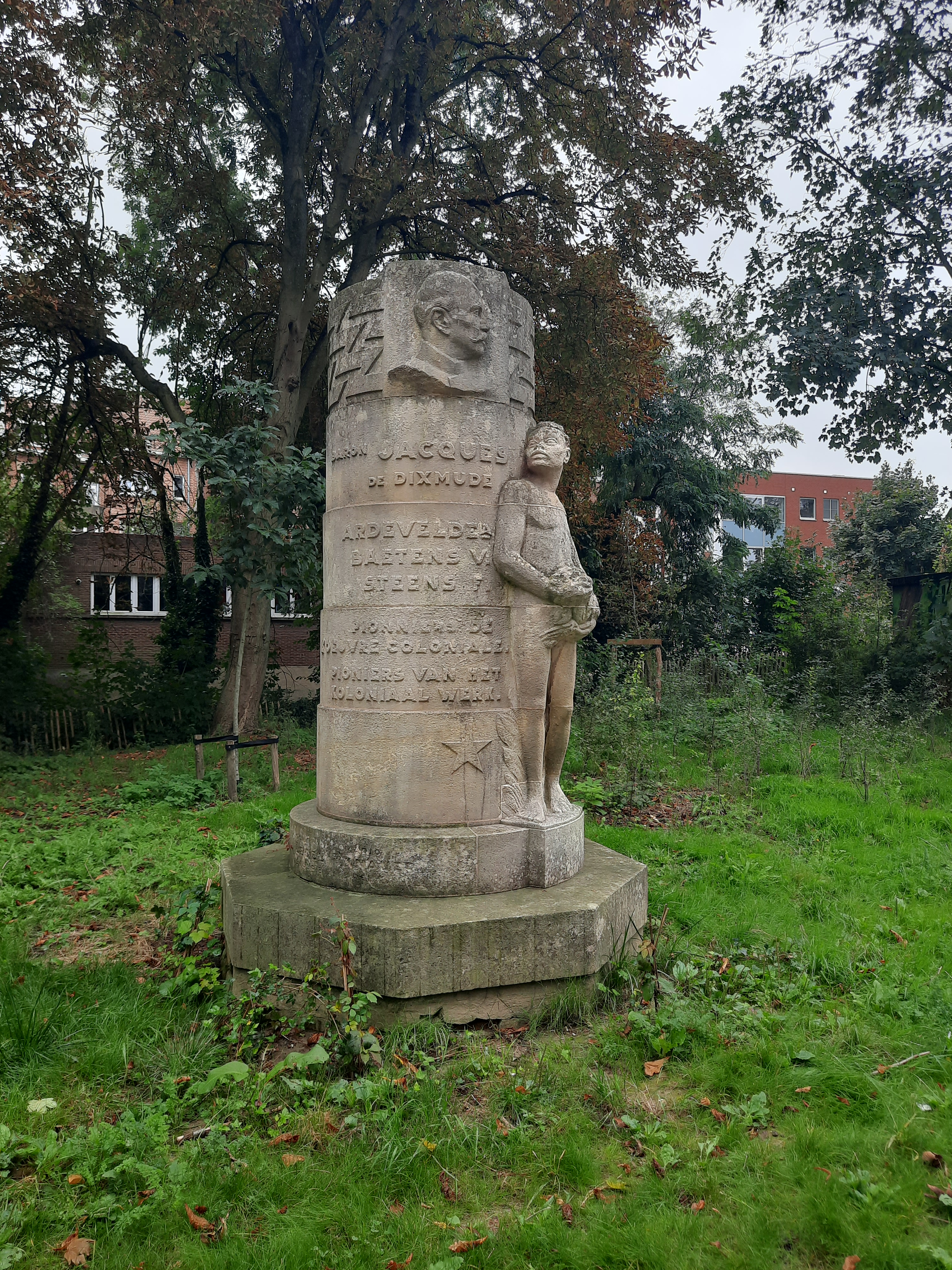
Monument voor de pioniers in 2023: klimplaten moeten het monument op termijn bedekken.
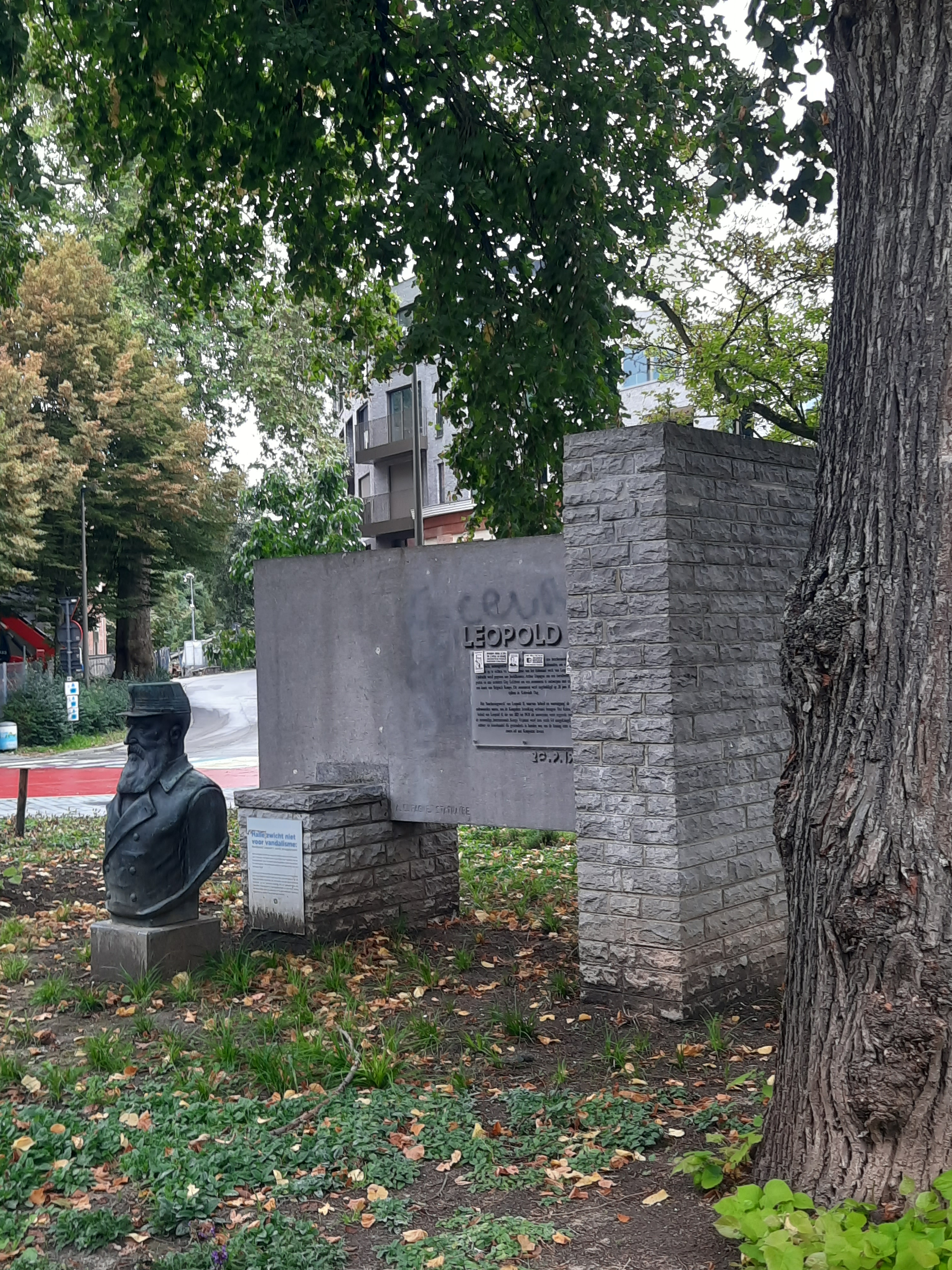
Beeld van Leopold II na de ingreep: de buste werd van zijn sokkel geplaatst.

## Geografie

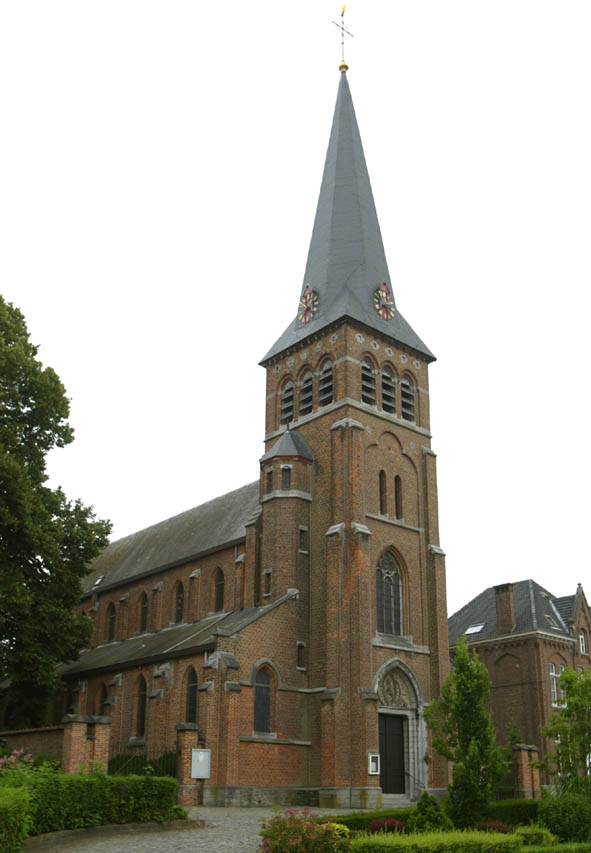
Heilig-Hartkerk te Breedhout

Halle is de meest zuidelijk gelegen stad van het Nederlandse taalgebied (Suriname en de Caraïbisch-Nederlandse eilanden buiten beschouwing gelaten), op de taalgrens tussen de Germaanse en de Romaanse talen, dicht bij het Brusselse en grenzend aan het Waalse Gewest.

### Geologie
Geografisch ligt Halle op het grensgebied tussen de Vlaamse Laagvlakte (met dikke leemlaag) en het Brabantse Massief (dunne leemlaag, heuvelachtig).

### Kernen
De bebouwing van Halle en Buizingen is aaneengegroeid en omvat ook Eizingen, Sint-Rochus, Rodenem en Essenbeek; die van Lembeek is nauwelijks gescheiden van Halle en aaneengegroeid met Hondzocht. Daarbuiten bevinden zich nog het gehucht Breedhout en de nog kleinere huizenconcentraties van Alsput, Berendries, Maasdal en Mussenberg.
| # | Naam      | Opp. (km²) | Inwoners (2020) | Inwoners per km² | NIS-code |
| - | --------- | ---------- | --------------- | ---------------- | -------- |
| 1 | Halle     | 29,59      | 25.896          | 875              | 23027A   |
| 2 | Buizingen | 4,38       | 6.502           | 1.485            | 23027B   |
| 3 | Lembeek   | 11,01      | 7.768           | 706              | 23027C   |

## Bezienswaardigheden
- Het streekmuseum Den Ast
- De gotische Sint-Martinusbasiliek is tussen 1341 en 1467 gebouwd in Brabantse hooggotiek. Ze bevat verscheidene kunstschatten, onder andere een miraculeus Mariabeeld (een zwarte Madonna uit ca. 1250), een koperen, gotische doopvont (1446, een werk uit Doornik van Guillaume Le Fèvre), een albasten Martinusaltaar (1533, werk van Jean Mone, "keizerlijk meester-kunstenaar", een geschenk van keizer Karel V). In de crypte bevinden zich onder andere een reliekschrijn geschonken door koning Lodewijk XI van Frankrijk en een monstrans geschonken door koning Hendrik VIII van Engeland.
- De Sint-Rochuskerk
- De Emmaüskerk aan de Astridlaan 2. Modern kerkgebouw.
- Het Recolettenklooster met de Paterskerk
- Het Sacramentinenklooster
- Het voormalig Jezuïetencollege uit 1650 (nu Servaisacademie voor muziek, woord en dans)
- Het Vlaamse Renaissancestadhuis van Halle uit 1616
- De weg-om, een oude ommegang met diverse kapelletjes.
- De Villa Servais van 1847

## Natuur en landschap
Halle ligt aan de Zenne en aan het Kanaal Brussel-Charleroi. De hoogte bedraagt 39 meter bij de basiliek. De hoogte bedraagt in de omgeving 33-72 meter. In de stad vindt men het Albertpark en het Elisabethpark die deel uitmaken van een groene gordel langs de Zenne. Ook loopt langs de Zenne een wandelpad: het Zennepad.
Vooral ten zuiden van Halle liggen een aantal belangrijke bossen, zoals het Hallerbos, het Lembeekbos en het Maasdalbos.

## Demografische ontwikkeling

### Demografische evolutie van de deelgemeente Halle vóór de fusie
- Bronnen:NIS, Opm:1831 tot en met 1970=volkstellingen, 1976= inwonersaantal op 31 december

### Demografische ontwikkeling van de fusiegemeente
Alle historische gegevens hebben betrekking op de huidige gemeente, inclusief deelgemeenten, zoals ontstaan na de fusie van 1 januari 1977.
- Bronnen:NIS, Opm:1831 tot en met 1981=volkstellingen; 1990 en later= inwonertal op 1 januari

| Inwoners van jaar tot jaar op 1 januari 1992 tot heden | Inwoners van jaar tot jaar op 1 januari 1992 tot heden | Inwoners van jaar tot jaar op 1 januari 1992 tot heden |
| jaar                                                   | Aantal                                                 | Evolutie: 1992=index 100                               |
| ------------------------------------------------------ | ------------------------------------------------------ | ------------------------------------------------------ |
| 1992                                                   | 32.999                                                 | 100,0                                                  |
| 1993                                                   | 33.369                                                 | 101,1                                                  |
| 1994                                                   | 33.487                                                 | 101,5                                                  |
| 1995                                                   | 33.419                                                 | 101,3                                                  |
| 1996                                                   | 33.386                                                 | 101,2                                                  |
| 1997                                                   | 33.443                                                 | 101,3                                                  |
| 1998                                                   | 33.542                                                 | 101,6                                                  |
| 1999                                                   | 33.529                                                 | 101,6                                                  |
| 2000                                                   | 33.655                                                 | 102,0                                                  |
| 2001                                                   | 33.744                                                 | 102,3                                                  |
| 2002                                                   | 33.939                                                 | 102,8                                                  |
| 2003                                                   | 34.124                                                 | 103,4                                                  |
| 2004                                                   | 34.316                                                 | 104,0                                                  |
| 2005                                                   | 34.679                                                 | 105,1                                                  |
| 2006                                                   | 34.882                                                 | 105,7                                                  |
| 2007                                                   | 35.108                                                 | 106,4                                                  |
| 2008                                                   | 35.354                                                 | 107,1                                                  |
| 2009                                                   | 35.691                                                 | 108,2                                                  |
| 2010                                                   | 36.000                                                 | 109,1                                                  |
| 2011                                                   | 36.277                                                 | 109,9                                                  |
| 2012                                                   | 36.852                                                 | 111,7                                                  |
| 2013                                                   | 37.104                                                 | 112,4                                                  |
| 2014                                                   | 37.453                                                 | 113,5                                                  |
| 2015                                                   | 38.023                                                 | 115,2                                                  |
| 2016                                                   | 38.289                                                 | 116,0                                                  |
| 2017                                                   | 38.680                                                 | 117,2                                                  |
| 2018                                                   | 39.096                                                 | 118,5                                                  |
| 2019                                                   | 39.540                                                 | 119,8                                                  |
| 2020                                                   | 40.182                                                 | 121,8                                                  |
| 2021                                                   | 40.656                                                 | 123,2                                                  |
| 2022                                                   | 41.284                                                 | 125,1                                                  |
| 2023                                                   | 42.047                                                 | 127,4                                                  |
| 2024                                                   | 42.595                                                 | 129,1                                                  |
| 2025                                                   | 42.884                                                 | 130,0                                                  |

## Politiek

### 2024-2030
Burgemeester is Eva Demesmaeker (N-VA). Zij leidt een coalitie bestaande uit N-VA en CD&V. Samen vormen ze de meerderheid met 19 op 35 zetels.

#### Schepencollege
| Functie en bevoegdheden | Naam              | Partij | Partij |
| --- | ----------------- | ------ | ------ |
| Burgemeester Algemene coördinatie, veiligheid en handhaving, politie en brandweer, intergemeentelijke samenwerking, personeel, communicatie en participatie | Eva Demesmaeker   |        | N-VA   |
| Eerste schepen Lokale economie, burgerlijke stand en bevolking, toerisme en erfgoed, archief en streekmuseum, dierenwelzijn                                 | Mark Demesmaeker  |        | N-VA   |
| Tweede schepen Openbare werken, onroerend erfgoed, dienstverlening, sport, landbouw, innovatie en smart city                                                | Pieter Busselot   |        | CD&V   |
| Derde schepen Patrimonium, bibliotheek, afvalbeleid en netheid, groenonderhoud, toegankelijkheid, ict, logistiek en aankoop                                 | Sven Pletincx     |        | N-VA   |
| Vierde schepen Voorzitter van het Bijzonder comité voor de sociale diensten en cultuur                                                                      | Jeroen Hofmans    |        | N-VA   |
| Vijfde schepen Jeugd en onderwijs, evenementen en feestelijkheden, senioren, sociale projecten, sociale economie, sociaal mondiaal beleid, preventie        | Louis Van Dionant |        | CD&V   |
| Zesde schepen Ruimtelijke ordening, wonen, natuur, milieu en juridische zaken                                                                               | Benjamin Swalens  |        | N-VA   |
| Zevende schepen Mobiliteit, financiën, Vlaams beleid en inburgering                                                                                         | Wim Demuylder     |        | N-VA   |

### Resultaten gemeenteraadsverkiezingen sinds 1976
(Sinds 2024 geen opkomstplicht meer)
| Partij               | Partij                                   | 10-10-1976 | 10-10-1976 | 10-10-1982 | 10-10-1982 | 9-10-1988 | 9-10-1988 | 9-10-1994 | 9-10-1994 | 8-10-2000 | 8-10-2000 | 8-10-2006 | 8-10-2006 | 14-10-2012 | 14-10-2012 | 14-10-2018 | 14-10-2018 | 13-10-2024 | 13-10-2024 |
| Stemmen / Zetels     | Stemmen / Zetels                         | %          | 31         | %          | 31         | %         | 31        | %         | 31        | %         | 31        | %         | 31        | %          | 33         | %          | 33         | %          | 35         |
| -------------------- | ---------------------------------------- | ---------- | ---------- | ---------- | ---------- | --------- | --------- | --------- | --------- | --------- | --------- | --------- | --------- | ---------- | ---------- | ---------- | ---------- | ---------- | ---------- |
|                      | CVP1/ CD&V+N-VAA/ CD&V2                  | 32,831     | 11         | 34,191     | 12         | 381       | 14        | 34,971    | 14        | 28,711    | 10        | 34,19A    | 12        | 23,732     | 9          | 19,72      | 7          | 14,92      | 5          |
|                      | VU1/ VU&ID2/ CD&V+N-VAA/ N-VA3           | 11,661     | 3          | 10,371     | 3          | 8,561     | 2         | 6,211     | 1         | 7,332     | 2         | 34,19A    | 12        | 29,893     | 12         | 26,43      | 11         | 32,93      | 14         |
|                      | LDG1/ PVV2/ VLD3/ Open Vld4/ Open HalleB | 31,321     | 10         | 23,831     | 8          | 16,142    | 5         | 13,353    | 4         | 17,983    | 6         | 15,353    | 5         | 10,464     | 3          | 5,94       | 1          | 8,5B       | 2          |
|                      | HALLE20191/ Open HalleB                  | -          |            | -          |            | -         |           | -         |           | -         |           | -         |           | -          |            | 5,31       | 1          | 8,5B       | 2          |
|                      | SP1/ sp.a2/ Vooruit3                     | 22,651     | 7          | 24,981     | 8          | 24,411    | 8         | 20,911    | 7         | 20,421    | 7         | 18,42     | 6         | 15,842     | 6          | 18,22      | 7          | 22,93      | 9          |
|                      | AGALEV1/ Groen!2/ Groen3                 | -          |            | 4,351      | 0          | 4,951     | 1         | 5,571     | 1         | 6,291     | 1         | 5,142     | 1         | 5,713      | 1          | 11,33      | 4          | 6,53       | 1          |
|                      | Vlaams Blok1/ Vlaams Belang2             | -          |            | -          |            | -         |           | 6,531     | 1         | 11,21     | 3         | 18,382    | 6         | 6,072      | 1          | 8,52       | 2          | 9,82       | 3          |
|                      | UF1                                      | -          |            | -          |            | -         |           | -         |           | -         |           | -         |           | 4,461      | 1          | 2,61       | 0          | -          |            |
|                      | U-Gezond Verstand                        | -          |            | -          |            | -         |           | -         |           | -         |           | 7,38      | 1         | -          |            | -          |            | -          |            |
|                      | Democratie Voor Allen                    | -          |            | -          |            | 6,79      | 1         | 9,45      | 3         | 8,08      | 2         | -         |           | -          |            | -          |            | -          |            |
|                      | PVDA                                     | 0,72       | 0          | 0,75       | 0          | 1,15      | 0         | 0,76      | 0         | -         |           | -         |           | -          |            | -          |            | 4,7        | 1          |
| Anderen(*)           | Anderen(*)                               | 0,83       | 0          | 1,53       | 0          | -         |           | 2,23      | 0         | -         |           | 1,17      | 0         | 3,84       | 0          | 2,1        | 0          | -          |            |
| Totaal stemmen       | Totaal stemmen                           | 22825      | 22825      | 22931      | 22931      | 23206     | 23206     | 23570     | 23570     | 23706     | 23706     | 24748     | 24748     | 24471      | 24471      | 25821      | 25821      | 18767      | 18767      |
| Opkomst %            | Opkomst %                                |            |            |            |            | 93,22     | 93,22     | 92,14     | 92,14     | 91,49     | 91,49     | 92,83     | 92,83     | 88,53      | 88,53      | 89,7       | 89,7       | 61,8       | 61,8       |
| Blanco en ongeldig % | Blanco en ongeldig %                     | 2,84       | 2,84       | 4,58       | 4,58       | 5,5       | 5,5       | 6,24      | 6,24      | 5,1       | 5,1       | 4,36      | 4,36      | 2,95       | 2,95       | 4          | 4          | 1,2        | 1,2        |

De rode cijfers naast de gegevens duiden aan onder welke naam de partijen telkens bij een verkiezing opkwamen.

De zetels van de gevormde coalitie staan vetjes afgedrukt. De grootste partij is in kleur.

(*) 1976: NIEUW / 1982: D / 1994: NF / 2006: Nieuwe Partij / 2012: Partij Zwembad / 2018: BVB Halle

### Aangrenzende gemeenten
De gemeente grenst aan de volgende gemeenten:
- Pepingen
- Sint-Pieters-Leeuw
- Beersel
- Eigenbrakel
- Kasteelbrakel
- Tubeke

## Cultuur

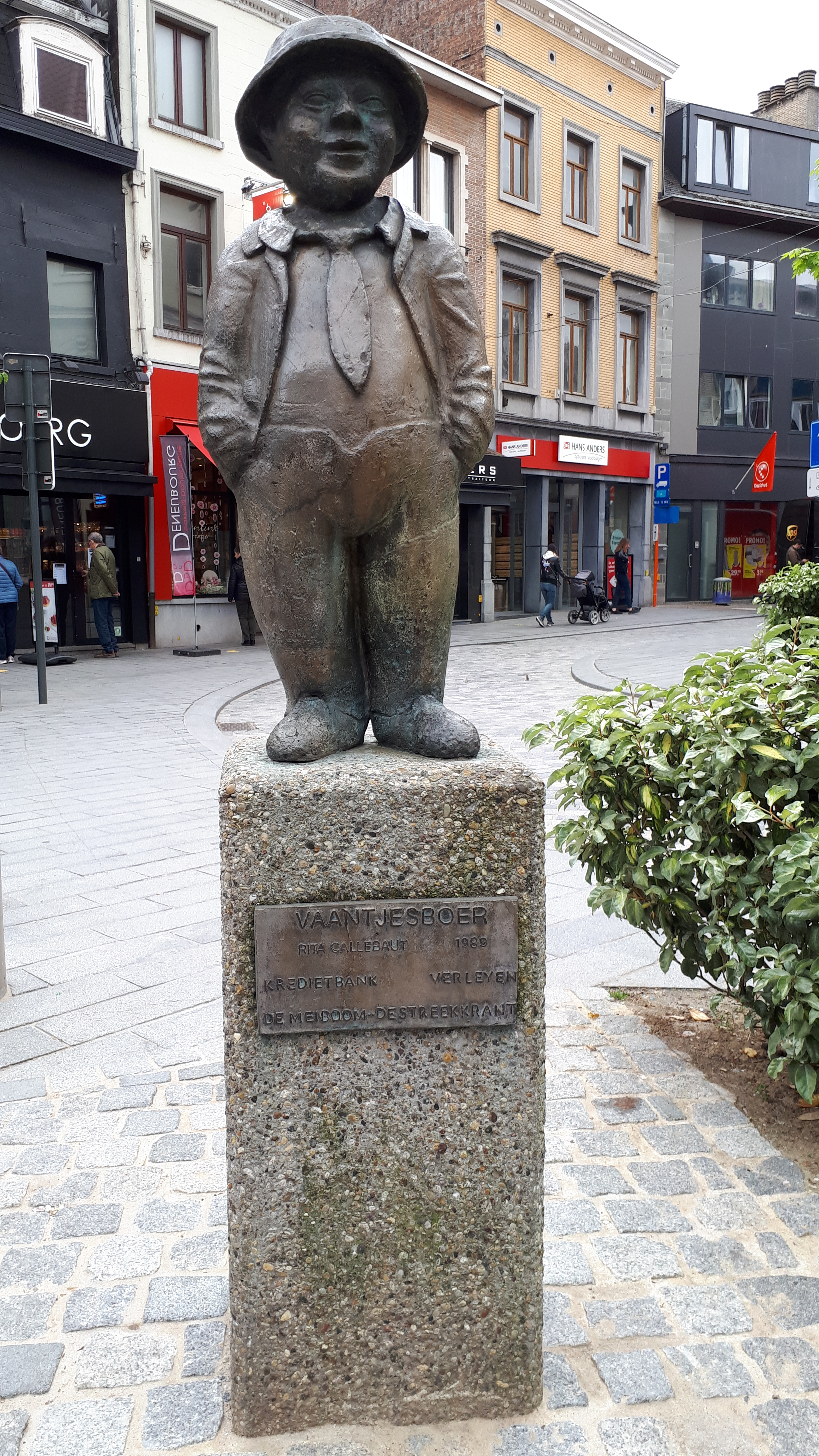
Standbeeld van de vaantjesboer

### Bijnaam
De inwoners van het Halle van vóór de fusie worden "Vaantjesboeren" genoemd:
- "boer" wordt hier gebruikt in de betekenis van "verkoper" of "venter", zoals bij "melkboer" of "patattenboer";
- "vaantje" verwijst naar vlaggetjes waarop de zwarte madonna al dan niet met kanonballen staat afgebeeld. Zo'n vlaggetje werd tijdens processies of als bewijs van het afleggen van een bedevaart naar Halle verkocht.

Vermelde bijnaam is niet van toepassing op de inwoners van het Halse gehucht Essenbeek die "Zavelkoppen" genoemd worden.

### Televisie
- Halle was de filmlocatie van de Vlaamse politiereeks Witse.
- Zowel voor de buitenlocatie van de VTM-comedy Café Majestic als voor de buitenlocatie van de VTM-soap/comedy Ramona werd de Grote Markt van Halle gebruikt. Het toeval wil dat beide huizen vlak bij elkaar lagen.

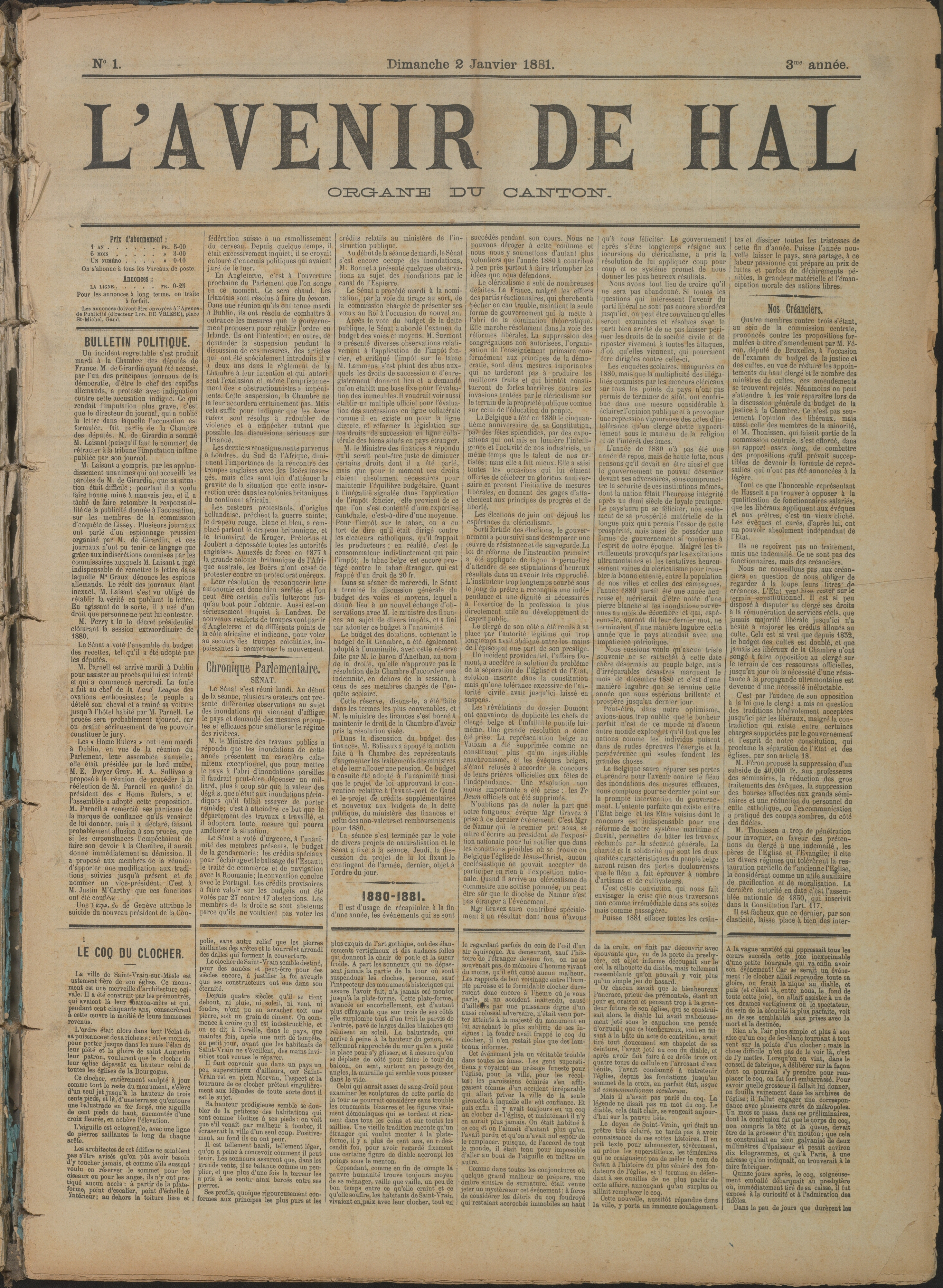
Fragment uit l'Avenir de Hal van het jaar 1881. Bewaard in de Universiteitsbibliotheek Gent.

### Evenementen
- In Halle wordt elk jaar, gedurende drie dagen in het midden van de vasten, carnaval gevierd. Het is een kleurrijke bedoening waarbij elke groep zijn eigen praalwagen, kostuum en dans ontwerpt. Het Halse carnaval wordt sinds 1905 met kortere en langere onderbrekingen georganiseerd en is de laatste jaren uitgegroeid tot een van de grotere carnavals in België.
- Op pinksterzondag gaat de eeuwenoude jaarlijkse Mariaprocessie uit door de stad. De laatste jaren is het een tweejaarlijks evenement geworden, waarin zowat 700 figuranten deelnemen.
- Het weekend van de 1ste zondag van september wordt Kermis Halle gevierd. Sinds 2017 is de organisatie in handen van "Dweilteam Halle". Op zaterdag is er het jaarlijkse dweilfestival Halle, een wedstrijd voor dweilorkesten die zich op verschillende plaatsen in de stad kunnen laten zien en horen van 13:00 tot 18:00u, 's avonds gevolgd door een paar optredens. Op zondag vindt er op het Joseph Possozplein het zomerterras plaats met optredens van 13:30 tot 18:00u.
- Sinds 2000 vindt er elke derde zondag van de maand een rommel- en antiekmarkt plaats op en rond de Grote Markt.

### Streekproducten
- Halse krotten lijken op babelutten. De karamel wordt gekookt en tijdens een rijpingsproces van 1 tot 2 maanden wordt er lucht ingetrokken waardoor de krotten verkruimelen. Ze worden verpakt in een zakje per 9 en worden verkocht aan bedevaarders die ze tijdens een noveen van 9 gebeden kunnen opeten.

### Andere
- Geert Vanhassel was de eerste stadsdichter van Halle (2009 tot 2014). Hij lanceerde projecten als Dichter bij Jou (in samenwerking met de Halse jeugd), Poezie in Pixels en het gedichtenparcours Dichter bij Vroeger. In april 2014 verscheen zijn eerste dichtbundel Wie geen schaduw heeft, onder meer met gedichten over Halle.
- Halle had vroeger haar eigen krant, genaamd l'Avenir de Hal: organe du canton. Deze werd gedrukt in Brussel bij de uitgeverij Sacré.

## Sport

### Atletiek
Koninklijke Olympic Essenbeek Halle (OEH) is aangesloten bij de VAL. In 2012 vierde de club haar 75-jarig bestaan.

### Badminton
Badmintonteam Halle '86 werd in Halle opgericht in 1986 en speelt zijn thuiswedstrijden in Sportcomplex De Bres. De club is ook de organisator van de Crystalstick International, een internationaal badmintontoernooi dat sinds 2019 in Halle wordt georganiseerd.

### Basketbal
De basketbalclub BC Tigers Halle speelt in het Sportcomplex De Bres en werd opgericht in 1952. Ook BBC Halle ontstaan uit Tigers Halle komt uit de gemeente.

### Voetbal
De stad telt twee voetbalclubs:
- SK Pepingen-Halle
- Avenir Lembeek

### Zaalvoetbal
- Hals zaalvoetbal opgericht in 1985. Nog steeds actief in de sportzaal "De Bres" en de sportzaal van het "Don Bosco instituut".

### Wielrennen
In oktober 2024 was Halle de startplaats van de UCI Wereldkampioenschappen gravel 2024.

## Religie en levensbeschouwing

### Rooms-Katholieke Kerk
Halle is ook een drukbezochte Mariabedevaartplaats; de Mariadevotie is in de huidige vorm minstens zeven eeuwen oud. Dit uit zich in de Sint-Martinusbasiliek, langs de weg-om en in de kapel ter ere van Onze-Lieve-Vrouw Koningin.

## Mobiliteit

### Openbaar vervoer

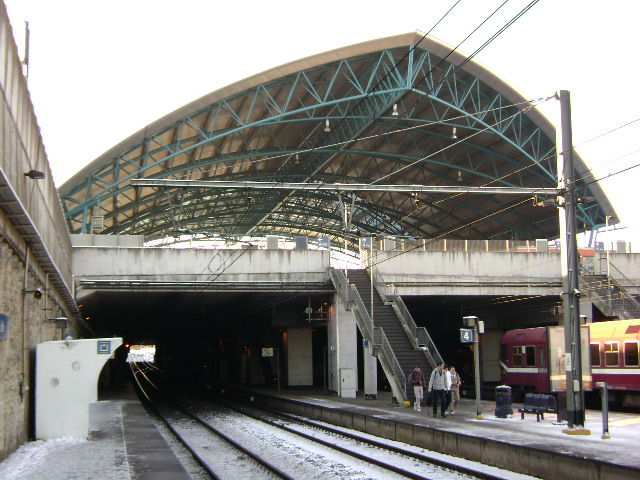
Station Halle

De stad Halle geniet van een vrij uitgebreid bus- en treinaanbod.
- Treinen die het station Halle aandoen (NMBS):
  - Van maandag tot vrijdag:
    - IC Doornik - Aat - Edingen- Halle - Brussel - Brussel-Nationaal-Luchthaven
    - IC Binche - La Louvière - 's-Gravenbrakel - Halle - Brussel - Vilvoorde - Mechelen - Lier - Turnhout
    - IC Kortrijk - Doornik - Aat - Edingen - Halle - Brussel - Dendermonde - Sint-Niklaas
    - IC Quievrain - Bergen - Zinnik - 's-Gravenbrakel - Halle - Brussel - Leuven - Luik-Guillemins
    - S6 (Aalst) - Denderleeuw - Ninove - Geraardsbergen - Herne - Edingen - Halle - Brussel - Schaarbeek
    - S2 Leuven - Brussel - Halle - 's-Gravenbrakel
    - S7 Halle - Beersel - Vilvoorde - Mechelen (via Delta-Merode-Hofstade)
    - S5 Halle - Beersel - Vilvoorde - Mechelen (via Etterbeek-Schuman)

  - Op zaterdag, zon- en feestdagen:
    - IC Doornik - Aat - Edingen- Halle - Brussel - Brussel-Nationaal-Luchthaven
    - IC Binche - La Louvière - 's-Gravenbrakel - Halle - Brussel - Schaarbeek
    - S6 Denderleeuw - Geraardsbergen - Herne - Edingen - Halle - Brussel - Schaarbeek
    - S2 Leuven - Brussel - Halle - 's-Gravenbrakel
- Busaanbod verzekerd door De Lijn en TEC:
  - 114 - Eigenbrakel - Tubeke - Halle
  - 116 - Zinnik - 's-Gravenbrakel - Rebecq - Tubeke - Halle
  - 145 - Brussel-Zuid - St-Pieters-Leeuw - Herfelingen
  - 153 - Drogenbos - Alsemberg - Halle - Leerbeek - Ninove
  - 154 - Drogenbos - Beersel - Halle A.Z.
  - 155 - Drogenbos - St-Genesius-Rode - Halle A.Z.
  - 156 - Halle - Lembeek
  - 163 - Roosdaal - Lennik - Halle
  - 164 - Halle - Heikruis - Leerbeek
  - 170 - Brussel-Zuid - St-Pieters-Leeuw - Halle
  - 171 - Brussel-Zuid - Brukom - Halle
  - 210 - Halle - Tubeke - Sint-Renelde
  - 471 - Edingen - Halle
  - 810 - UZ Jette - Halle

### Wegennet
Ten oosten van Halle loopt het zuidwestelijk gedeelte van de R0 (grote ring rond Brussel). Ten zuiden van de stad loopt de A8/E429, die via de N203a aansluiting vindt met de R0.
Verschillende gewestwegen doen de gemeente aan. Dit zijn:
- de N6: Brussel - Halle - Bergen - Maubeuge (F)
- de N7: Halle - Aat - Doornik - Rijsel (F)
- de N28: Ninove - Halle - Nijvel

Een belangrijk kruispunt van Halle ligt aan de zuidwestzijde van de plaats op het Bevrijdingsplein.

## Economie
Halle is een regionaal diensten- en verzorgingscentrum: handel, verschillende onderwijsinstellingen, algemeen ziekenhuis, openbare diensten (61% van de actieve bevolking is werkzaam in de dienstensector). Halle biedt plaats aan enkele grote ondernemingen, het herbergt onder meer de hoofdzetel van de groep Colruyt.

## Bekende Hallenaars
Bekende personen die geboren of woonachtig zijn of waren in Halle of een andere significante band met de gemeente hebben:
| - Rutger Beke (1977), triatleet - Etienne Berghmans (1959), muzikant - Maria Blondeel (1963), beeldend kunstenaar - Jan Boon (1898-1960), journalist - Jozef Boon (1900-1957), toneelschrijver - Jozef Cardijn (1882-1967), kardinaal, bracht zijn jeugd door in Halle - Franz Colruyt (1901-1958), oprichter van het Belgische familiebedrijf Colruyt - Jo Colruyt (1928–1994), voormalig bestuurder van Colruyt - Frans Colruyt (1960), bestuurder van Colruyt-group - Jef Colruyt (1958), huidig CEO van Colruyt - Zeno Debast (2003), voetballer - Simon Debognies (1996), atleet - Patrick De Bruyn (1955), misdaadauteur - Maxime Delanghe (2001), voetballer - Mark Demesmaeker (1958), politicus (N-VA) en voormalig nieuwslezer en presentator - Rik Devillé (1944), priester en activist - Remi Ghesquiere (1866-1964), organist en componist - Otto-Jan Ham (1978), dj, vj, radio- en tv-presentator - Ghislain Laureys (1924-1995), dichter - Milan Lanhove (2003), wielrenner - Michel Massot (1960), jazztrombonist en -tubaïst - Georges Nélis (1886-1929), luchtvaartpionier | - Ewout Pierreux (1978), pianist - Bernard Pothast (1882-1966), kunstschilder - Bert Roesems (1972), wielrenner - Adrien François Servais (1807-1866), cellist en componist - Yves Segers (1971), zanger - Pieter-Jozef Sencie (1865-1941), priester, erekannunik en hoogleraar aan de Katholieke Universiteit Leuven - Paul Severs (1948-2019), zanger, muzikant en liedjesschrijver - Wim Soutaer (1974), zanger - Sylvain Tack (1934-2006), ondernemer, radiomaker en uitgever - Louis Thevenet (1874-1930), schilder - Jeroen Tiebout (1979), politicus (NVA) - Fernand Victor Toussaint van Boelaere (1875-1947), dichter en prozaschrijver - Jan van den Weghe (1920-1988), dichter en prozaschrijver - DJ Massiv, Kevin Vandyck (1984), dj - Paul Van Haver (1985), zanger (Stromae) - Regina Vanhecke (2003), pianiste - Peter Vanlaet (1967), zanger - Jeroen Vanmulder (1991), atleet - Koen Wauters (1967), zanger en tv-presentator - Kris Wauters (1964), zanger en muzikant |

## Zustergemeenten
- Werl
- Mouvaux
- Kadaň

## Nabijgelegen kernen
Essenbeek, Lembeek, Beert, Breedhout, Sint-Pieters-Leeuw, Buizingen